# بروس یاندل
بروس یاندل (انگلیسی: Bruce Yandle؛ زادهٔ ۱۲ اوت ۱۹۳۳) اقتصاددان، و استاد دانشگاه، و مدیر سابق دانشگاه کلمسون اهل ایالات متحده آمریکا است. او پیشتر مدیر کمیسیون فدرال تجارت بوده‌است و از ۱۹۷۶ تا ۱۹۷۸ عضو شورای ریاست‌جمهوری در امر حقوق و ثبات قیمت‌ها بود.
او مدرک مدیریت ارشد کسب‌وکار و پی‌اچ‌دی خود در اقتصاد را از دانشگاه ایالتی جورجیا دریافت کرده‌است. پژوهش‌های یاندل عمدتاً بر انتخاب، مقررات، و بازار آزاد در محیط زیست متمرکز بوده‌است.
او به‌همراه همسرش در کلمسون، کارولینای جنوبی زندگی می‌کند.